# Macronychus quadrituberculatus
Macronychus quadrituberculatus is een keversoort uit de familie beekkevers (Elmidae). De wetenschappelijke naam van de soort werd in 1806 gepubliceerd door Müller.